# Oligomenorré
Oligomenorré är en menstruationsstörning som består av menstruationscykler som överstiger 35 dagar. Ibland menas istället mycket sparsam menstruation. Om menstruationen helt uteblir i sex månader eller mer, kallas det amenorré.

## Orsaker
Oligomenorré eller oregelbundna menstruationer är vanliga i puberteten och i slutet av den fertila åldern, och beror då på problem i signalerna mellan hypotalamus, hypofysen och äggstockarna. Andra tillstånd som kan orsaka oligomenorré innefattar PCOS, stress, näringsbrist, överdriven träning, och vissa kroniska sjukdomar.